# بادینتسه
بادینتسه (به صربی: Badince) یک روستا در صربستان است که در لسکواس واقع شده‌است. بادینتسه ۵۲۱ نفر جمعیت دارد.